# Raja Ramanna
Raja Ramanna (* 28. Januar 1925 in Tumkur; † 24. September 2004 in Mumbai) war ein indischer Physiker und Architekt des indischen Atomwaffenprogrammes.

## Leben
Mit sechs Jahren begann Raja Ramanna Klavier zu spielen und zeigte viel Talent. Die Familie schickte ihn aber auf das Madras Christian College. Am King’s College London promovierte er im Fach Physik. 1949 ging er ans Tata Institute of Fundamental Research zum Atomforscher Homi Bhabha. Ihn reizte, so kurz nach den Atombombenabwürfen auf Hiroshima und Nagasaki, das Geheimnis der Atomkraft. Später wurde er Direktor des Bhabha Atomic Research Centre (BARC) in Bombay.
Als China 1967 einen Atombombentest durchführte, beschleunigte auch Indien die Forschung. 1972 wurde der Plutonium-Reaktor Purnima fertiggestellt. Im gleichen Jahr gab Premierministerin Indira Gandhi bei Ramanna den Bau einer Versuchsbombe in Auftrag – mündlich, aus Gründen der Geheimhaltung. Im Mai 1974 senkten Ramannas Männer einen 1400 Kilogramm schweren Körper in einen Schacht bei Pokaran in der Wüste Tharr und zündete Indiens erste Atombombe. Sie trug bald den Spitznamen "der lächelnde Buddha". Die Welt lächelte nicht und die USA verhängten ein Embargo. Im folgenden Jahr wurde Ramanna mit dem zweithöchsten indischen Staatsorden, dem Padma Vibhushan ausgezeichnet.
Er sah in dem Embargo eine "emotionale Überreaktion" und sorgte als Wissenschaftsberater des Militärs später dafür, dass Indien weiterhin Atomwaffenkomponenten herstellte. Als 1998 ein zweiter Test mit drei Atombomben stattfand, feierte der Doyen der Atomforscher dies mit einer Flasche Wein und fand: "Niemand kann uns jetzt mehr herumschubsen". 1978 war er Gast bei Saddam Hussein, der von ihm ebenfalls eine Atombombe wollte. Ramannan lag in Bagdad eine ganze Nacht wach im Bett – aus Furcht, Hussein würde ihn ohne die Bombe nicht mehr gehen lassen. Später leitete er das National Institute of Advanced Studies in Bangalore, war kurzzeitig auch Verteidigungsminister und wurde 1990 und 1997 in die Rajya Sabha, das Oberhaus des indischen Parmalents, gewählt.
Er besaß viele Hunde und gab gelegentlich Klavierkonzerte. "Musik ist für mich Yoga", meinte er.